# Жостово (деревня)
Жо́стово — деревня в городском округе Мытищи Московской области Российской Федерации.
Широко известна традиционным народным художественным промыслом с двухвековой историей (с 1825 года) — изготовлением расписных подносов из жести (жостовская роспись), осуществляемым мастерами Жостовской фабрики декоративной росписи, первоначально носившей название «Заведение братьев Вишняковых лакированных металлических подносов, сухарниц, поддонов, из папье-маше шкатулок, портсигаров, чайниц, альбомов».
Численность населения — 505 человек (2010).
Староста деревни (по состоянию на 30 ноября 2010 года) — Евгения Юрьевна Лапшина.

## География
Деревня Жостово расположена в городском округе Мытищи Московской области, между Пяловским и Клязьминским водохранилищами, к востоку от Канала имени Москвы.

## Население
| 1852 | 1859 | 1890 | 1899 | 1926 | 2002 | 2010 |
| ---- | ---- | ---- | ---- | ---- | ---- | ---- |
| 385  | ↗511 | ↘475 | ↘370 | ↗723 | ↘557 | ↘505 |

## История

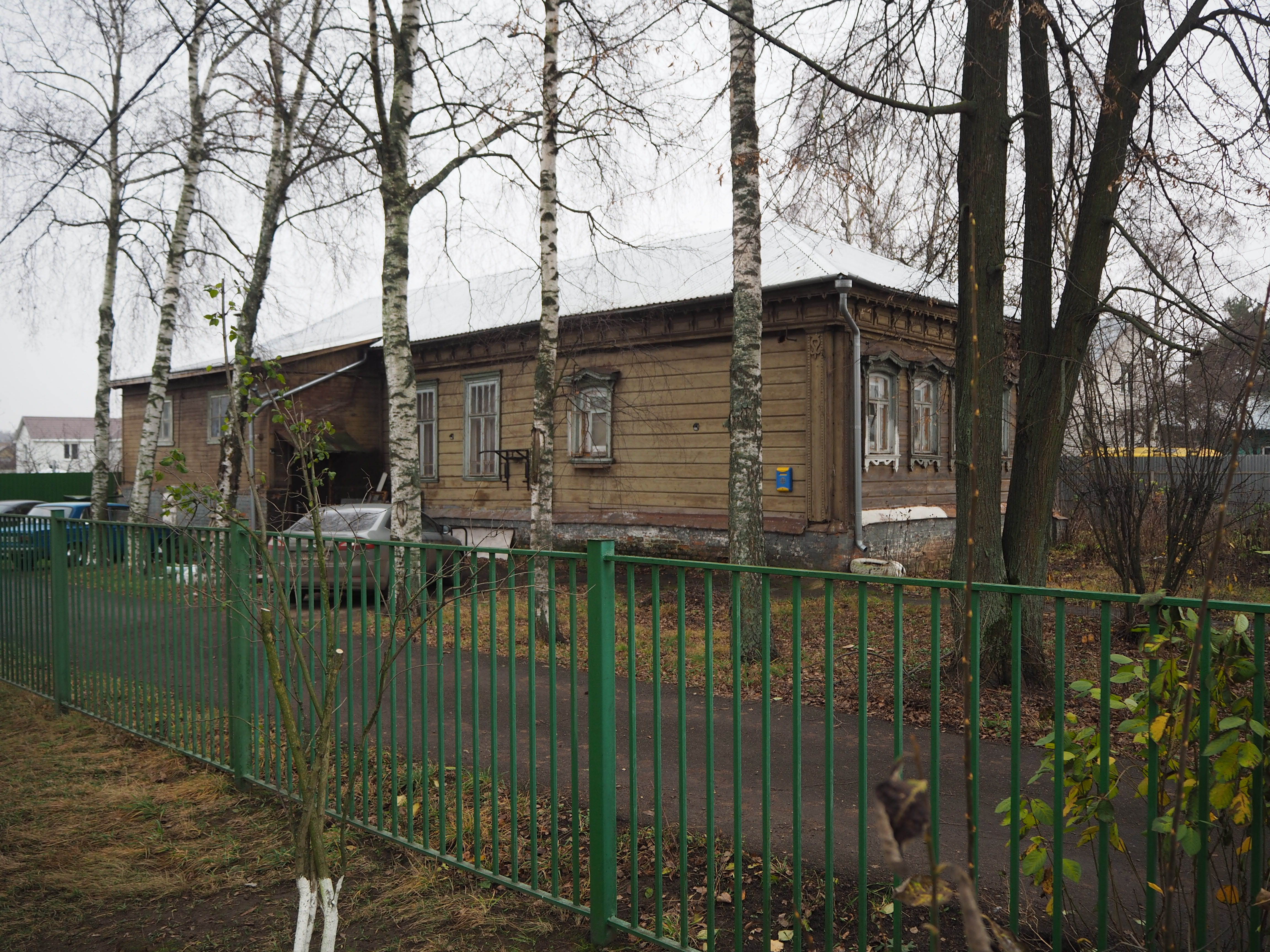
Бывшая церковно-приходская школа

Упоминания о деревне Жостово восходят ещё к середине XVIII века. Так на "Плане Царствующего Града Москвы с показанием лежащих мест на тридцать верст вокруг", изданном впервые в 1763 году, уже отмечена деревня "Жостова". 
Название деревни обладало вариативностью: в документах можно встретить как написание "Жостова", так и "Жестова". К примеру, в метрической книге 1839 года находим: "деревни Жостова крестьянина Ивана Титова дочь-девица Аграфена" , в метрической записи за 1844 год видим же вторую форму: "той же деревни Жестова умершего крестьянина Никиты Саввина дочь Катерина".
Жостово являлось вотчиной дворян Шереметевых. В 1786 году деревня значилась за графом Петром Борисовичем Шереметевым. Позже земельное владение перешло в собственность сына Петра Борисовича - графа Николая Петровича Шереметева. Именно в этот период в Жостово  начал зарождаться художественный промысел. В деревне Жостово, как и других подмосковных сёлах и деревнях шереметевских вотчин возникли мастерские по изготовлению расписных лакированных изделий из папье-маше.
В 1825 году предприимчивый крепостной графа Шереметева Филипп Никитич Вишняков, работавший в селе Федоскино возчиком на местной мануфактурной фабрике, выведал там технологические особенности производства лакированных изделий и открыл в своей деревне Жостово «лакерную» мастерскую, в прейскуранте которой значилось: «Заведение братьев Вишняковых лакированных металлических подносов, сухарниц, поддонов, из папье-маше шкатулок, портсигаров, чайниц, альбомов». Это событие положило начало традиционному для этих мест народному художественному промыслу.

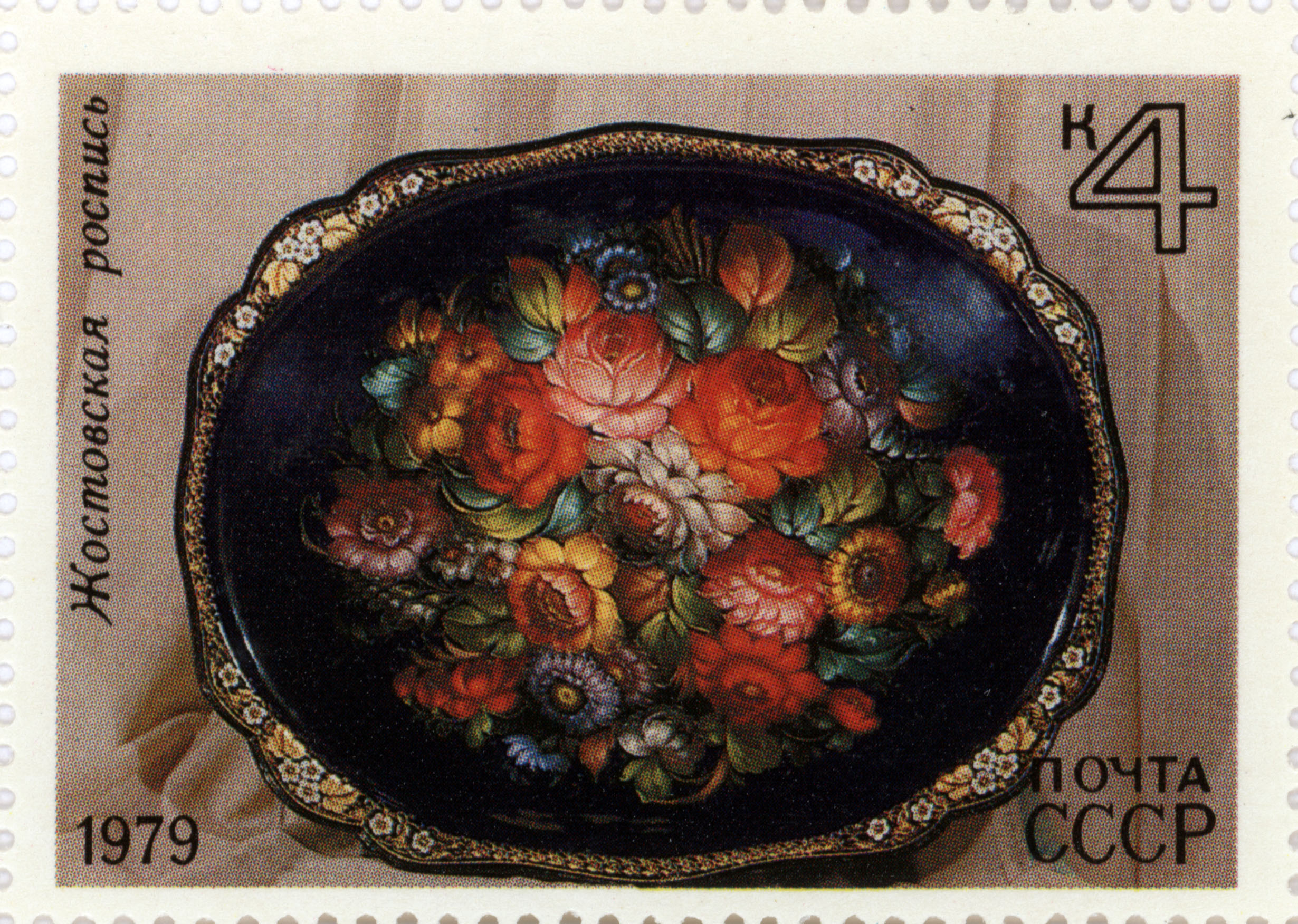
Почтовая марка СССР: «Жостовская роспись», 1979 год.

К 1830 году производство подносов в деревне Жостово и окрестных селениях, таких как Осташково, Хлебниково, Троицкое, увеличилось. Началось производство первых кованых металлических подносов, украшенных декоративной цветочной росписью. Благодаря выгодному расположению деревни вблизи города Москвы жостовские мастера имели постоянный рынок сбыта своих изделий и возможность их продажи без посредников. Там же они закупали материалы, необходимые для производства.
Последним владельцем жостовской вотчинный стал граф Дмитрий Николаевич Шереметев, упоминаемый вотчинником в Жостово в период с 1830 года. После отмены крепостного права в Российской империи в 1861 году многие деревенские жители начали открывать в своих домах «подносные» мастерские по примеру братьев Вишняковых . Жостово вошло в новообразованную Троицкую волость Московского уезда. 
Население деревни неуклонно росло. Если в 1859 году в ещё владельческой деревне "при пруде и колодцах", находящейся по левую сторону от Ольшанского тракта, было 63 двора и 232 жителя мужского пола, 279 женского, то  в 1896 году в Жостово было уже 83 двора. В 1913 году в деревне насчитывалось 103 двора. Имелись земское училище и церковно-приходская школа, "Список населённых мест" также указывал на существование "кустарного производства железных подносов" . 
За годы, прошедшие с основания промысла братьями Вишняковыми, производство значительно увеличилось. В 1886 году в деревне числились 5 подносочных мастерских и 2 бумажно-лакировочных мастерские.  Уже в 1870 году жостовские мастера приняли участие во Всероссийской мануфактурной выставке, прошедшей в Санкт-Петербурге. В "Указателе" выставки можно найти краткие сведения об одном из представлявших Жостово мастеров - Васильеве Никифоре Васильевиче. Он продавал подносы "разной величины" по цене от 1 до 5 рублей за штуку, а также корзины для хлеба (1 руб. 25 коп.-2 руб.). В отчёте о проведении выставки были упомянуто как имя Васильева Н.В., так и другого значимого для жостовского промысла мастера - О.Ф.Вишнякова. Его работы высоко оценивались: "По правильности форм, тщательной вытравке железа, а также по живописи подносы г. Вишнякова имели решительный перевес над другими". Отмечалось, что производство подносов в бывших владениях графа Шереметьева имеет "кустарный" характер.  Свою оценку жостовским подносам давал и инженер, историк горного дела, писатель-публицист Константин Аполлонович Скальковский: "Дёшевы и хороши железные лакированные изделия Н.В.Васильева в д.Жостово (Московского уезда) <...>; Хороша живопись на подносах О.Ф.Вишнякова".   
В 1924 году в Жостово возникли две  художественные артели — «Жостовская трудовая артель» и «Спецкустарь», в 1925 году появилась артель «Лакировщик». В 1928 году три объединения слились в одну артель в одну — «Металлоподнос». В 1929 году был создан промкомбинат с правлением в деревне Новосильцево и отделением правления в Жостово. В 1930 году на его месте было построено каменное здание артели.  

## Жостовская радиационная авария
17 июня 1988 года. СССР, Московская область, посёлок и деревня Жостово.
В одном километре от посёлка Жостово, в районе заболоченного пруда, на площади около 45 тысяч квадратных метров зафиксировано 49 очагов радиоактивного загрязнения с максимальным уровнем радиации 430 микрорентген в час (мР/ч). При детальном обследовании в 350 метрах от водоёма был обнаружен тайник с источником ионизирующего излучения цезием-137, а в самом пруду — мешок с самодельным свинцовым контейнером. Максимальное значение мощности дозы на участке составило 5 рентген в час (Р/ч), а источника, обнаруженного в тайнике, — более 300 Р/ч. Радиоактивное загрязнение наблюдалось также в иловых отложениях и в дёрне. В результате дезактивации удалено более 13 тонн радиоактивных отходов и 17 тонн радиационно загрязнённого грунта.
Среди местных жителей существуют разные слухи о возникновения загрязнения. По одной из версий, несанкционированную свалку организовали работники Института атомной энергии имени И. В. Курчатова в 1950-х годах, и при добыче песка в карьере случайно обнаружился негерметичный контейнер с радиоактивными отходами. По другой версии, капсулы с радиоактивным веществом были похищены неким физическим лицом. Тайник с капсулами был припрятан им в лесу. При мониторинге территории с вертолёта оборудование "зафонило". Часть капсул нашли в лесу, часть — в выгребной яме. Провели дезактивацию, а заражённый грунт свезли на бывший карьер, где работала драга. Виновника загрязнения осудили и посадили в тюрьму.
По свидетельствам очевидцев тех событий, «когда нашли контейнер, песчаный карьер закрыли на месяц, стояло оцепление из милиции. Летали вертолёты, было очень много военных. Суматоха. Через месяц карьер снова открыли и работа закипела с новой силой».
Выдержка из Постановления Московской областной думы от 5 июля 2006 года № 9/186-П „Об итоговом отчёте о реализации государственной программы Московской области «Радиационная безопасность Московской области на 1999-2005 годы»“: 

«Получила широкую известность Жостовская радиационная авария в Мытищинском районе, обусловленная разгерметизацией похищенного радионуклидного источника ионизирующего излучения с цезием-137. Захоронение остаточных РАО в отработанном карьере образовалось в 1987 году в результате работ по ликвидации последствий криминального радиоактивного загрязнения территории. В 2001-2002 годах продолжались мониторинговые наблюдения на участке радиоактивного загрязнения вблизи д. Жостово Мытищинского района. По данным радиационного мониторинга установлено, что в слое на глубине порядка 1,5-3,0 м наблюдается наличие цезия-137 в фоновом количестве, распределение цезия в илистой прослойке близко к стационарному. Тем не менее, учитывая, что остаточная радиоактивность приурочена к ликвидированному водоёму глубиной порядка 10 м и более, необходимо продолжать мониторинг и соблюдать высокую осторожность в случае вынужденного освоения этой территории; не исключено, что может потребоваться удаление выявленного при вскрышных работах радиоактивно загрязнённого грунта и его спецзахоронение. Для населения данная аномалия в настоящее время опасности не представляет. По сравнению с ранее выполненными наблюдениями в период 1996-1997 годов ситуация в целом улучшается.»
Выдержка из Постановления Правительства Московской области от 8 апреля 2009 года № 262/14 „Об итоговом отчёте о реализации областной целевой программы «Радиационная безопасность Московской области на 2006-2010 годы»“: 

«При проведении работ в районе аномалии в посёлке Жостово Мытищинского района даны рекомендации по ограниченному использованию поверхности территории для хозяйственных нужд Садоводческого некоммерческого товарищества (СНТ) «Метровагонмаш». Спланировано ежегодное проведение поверхностной пошаговой гамма-съёмки территории захоронения. На территории бывшего Жостовского карьера бесконтрольно проводимая хозяйственная деятельность — земляные работы — может привести к выносу на поверхность загрязнённых радионуклидами грунтов: открытие на охраняемой территории пожарного водоёма привело к загрязнению извлечённых грунтов цезием-137. В связи с этим владельцам участков в СНТ «Метровагонмаш» даны рекомендации по ограниченному возделыванию земель. Загрязнение находится на глубине под территорией правления СНТ «Метровагонмаш» (там по сей день пустырь). Наблюдения за последние 10 лет не выявили какого-либо распространения его (в том числе и с водой) за данную территорию. Ежегодно осуществляются проверки и ведётся контроль за территорией.»
Несмотря на то, что в официальных документах местом обнаружения радиационных отходов значился заболоченный пруд, ныне ликвидированный, в интернете сложилось ошибочное мнение, что загрязнение было в самом Жостовском карьере, то есть в заполненном грунтовыми водами котловане («Майна», так называют его местные жители). Это — заблуждение. Под Жостовским карьером понимался пруд, существовавший на этом месте загрязнения ранее, а не сам котлован. Котлован затопило намного позже. По словам местных жителей, когда разрабатывали карьер, случайно наткнулись на подводную реку и карьер затопило за ночь. Под водой осталось множество техники, арматуры, железяка и пр. Карьер затопило приблизительно в конце 1990-х годов.
Министр экологии и природопользования Московской области Алла Качан на заседании правительства региона 27 сентября 2011 года сообщила о планах реализации утверждённой правительством долгосрочной целевой программы Московской области «Организация контроля за радиационной обстановкой на территории Московской области на 2012-2015 годы»:

«Часть средств пойдёт на продолжение работ по обеззараживанию крупных захоронений радиоактивных отходов, например, таких, как озеро Солнечное и Жостовский карьер в Мытищинском районе. Здесь 50-60 лет назад были допущены серьёзные загрязнения, быстро их не ликвидировать, мы постепенно ведём эту работу... Хочу проинформировать, что для населения ни один из аномальных участков не представляет реальной опасности, они все находятся вне населённых пунктов.»— Алла Качан, министр экологии и природопользования Московской области.

## Достопримечательности

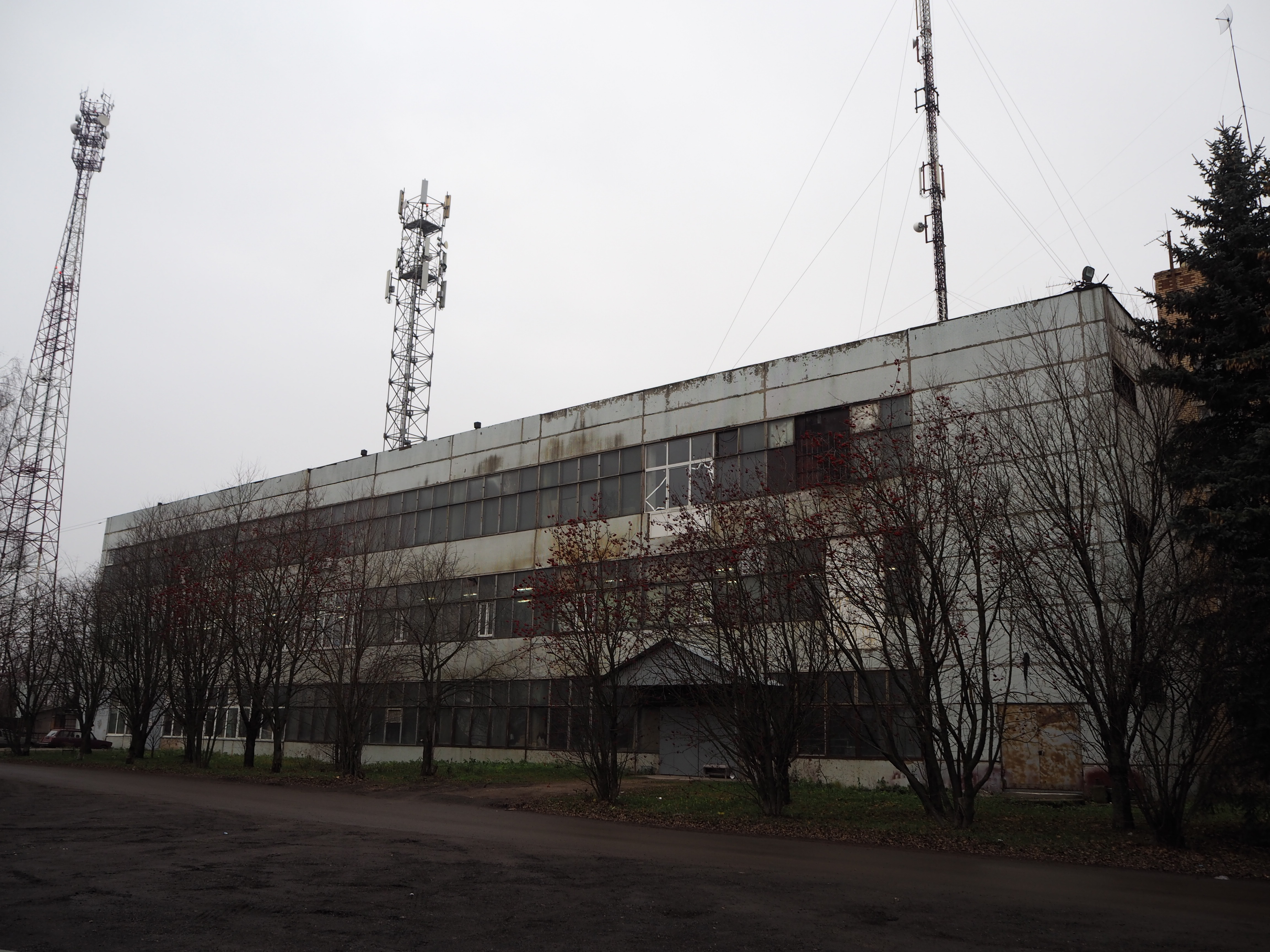
Жостовская фабрика

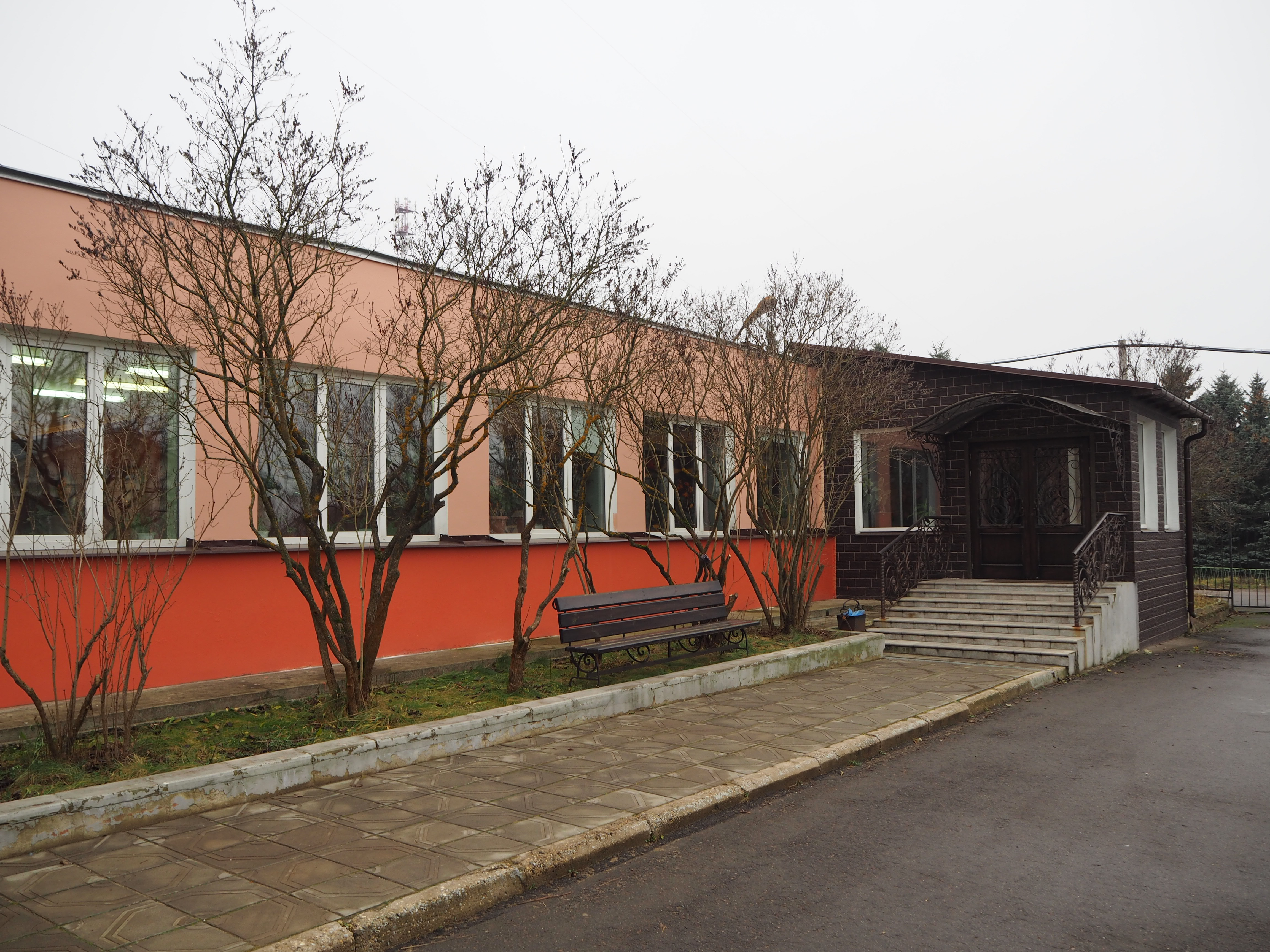
Музей Жостовской фабрики

- Жостовская ордена «Знак Почёта» фабрика декоративной росписи — официально фабрика образована в 1960 году в СССР[30], а фактически она существует с 1825 года (первоначальное название — «Заведение братьев Вишняковых лакированных металлических подносов, сухарниц, поддонов, из папье-маше шкатулок, портсигаров, чайниц, альбомов»)[2][3]. 6 ноября 1993 года фабрика включена в Государственный свод особо ценных объектов культурного наследия народов Российской Федерации.
- Музей «Жостово» (при Жостовской фабрике декоративной росписи)[30][31].

## Памятники истории и культуры местного значения
Постановлением Правительства Москвы и Администрации Московской области от 17 марта 1992 года № 138-90 «Об установлении зон охраны Жостовского народного промысла в Мытищинском районе Московской области» приняты на государственный учёт как памятники истории и культуры местного значения следующие объекты, расположенные в зоне охраны Жостовского народного промысла:
- здание бывшей подносной фабрики Беляева Е. Ф. и Беляева Д. Е. XIX века — находится в центре деревни Жостово (правая сторона улицы), площадь участка с застройкой определена 0,75 га;
- здание бывшей подносной мастерской Пыжова И. М. — находится в центральной части деревни Жостово (правая сторона улицы), дом № 85, площадь участка и площадь застройки определена 0,45 га;
- здание церковно-приходской школы — расположено на участке бывшей подносной мастерской Пыжова И. М., в центральной части деревни Жостово (правая сторона улицы), дом № 83, площадь застройки определена 0,30 га.

Кроме того, данным постановлением предписывается сохранение и благоустройство следующих объектов истории и культуры в деревне Жостово:
- жилой дом крестьянина Леонтьева А. И. начала XIX века,в деревне Жостово (правая сторона улицы), дом № 115;
- дом мастера Вишнякова Г. Л. — Артель «Спецкустарь» начала 1902 года;
- дом художника Митрофанова М. Р. XIX-XX веков;
- дом художника Кледова Н. С.;
- дом владельца мастерской Валялина Д. Г.;
- дом коваля Гогина И. И.;
- крестьянский дом жилой Жихарева М. М. 1928 года;
- крестьянский дом жилой, № 68.

## День деревни Жостово

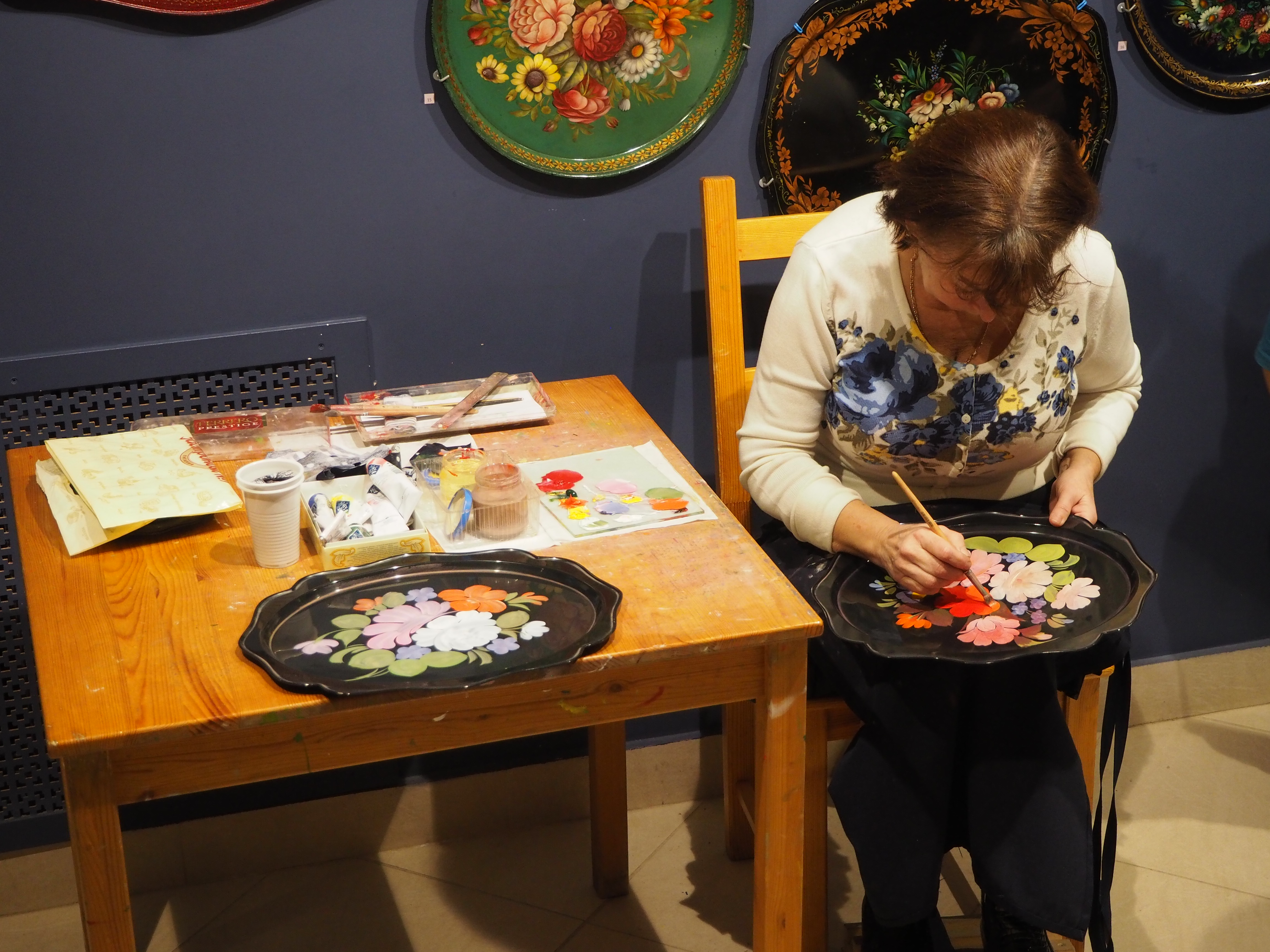
Художница расписывает жостовский поднос. Музей жостовской росписи.

Ежегодно, 2 августа, в Ильин день, деревня Жостово отмечает свой день рождения. В этот день в деревне подводятся итоги прошедшего года, награждаются лучшие жители, проводятся праздничные мероприятия, концерты, турниры по мини-футболу между близлежащими деревнями.

## Интересные факты
- Дорожные указатели, ведущие к деревне Жостово, являющейся старейшим центром российского народного художественного промысла — декоративной живописи маслом на металлических подносах, выполнены в виде больших расписных подносов, и даже номера жилых домов на центральной деревенской улице изображены на таких подносах, прибитых к заборам[2][17].